# Dimidamus arau
Espèce
Dimidamus arau est une espèce d'araignées aranéomorphes de la famille des Nicodamidae.

## Distribution
Cette espèce est endémique de Nouvelle-Guinée orientale en Papouasie-Nouvelle-Guinée,.

## Description
Le mâle holotype mesure 6,70 mm et la femelle paratype 6,40 mm.

## Étymologie
Son nom d'espèce lui a été donné en référence au lieu de sa découverte, Arau.

## Publication originale
- Harvey, 1995 : The systematics of the spider family Nicodamidae (Araneae: Amaurobioidea). Invertebrate Taxonomy, vol. 9, no 2, p. 279-386.